# Простогілочник дрібнолистий
{{#ifeq:0|0|{{#if:Haplocladium microphyllum|{{#if:|[[]}}|[[]]}}}}
Простогілочник дрібнолистий (Haplocladium microphyllum) — вид мохів порядку гіпнобрієвих (Hypnales).

## Поширення
Ареал охоплює такі частини світу: Європа, Північна Америка, Південна Америка, Азія.
Населяє вологу деревину, каміння, гумус, ґрунт у лісах; від низьких до високих (0–2500 метрів).

## Характеристика
Рослини середньорослі. Стебла дещо неправильно перисті; парафілії нечисленні. Стеблові листки прямовисні, дещо віддалені, від широко-яйцюватих до трикутних, 2-складчасті при основі, 0.8–1.5 мм; краї плоскі, дещо загнуті до основи, зубчасті. Гілкові листки трохи віддалені, яйцеподібні, 0.5–0.7 мм; верхівка від гострої до загостреної. Спори 8–12 мкм, по суті гладкі.